# San Pedro del Paraná
San Pedro del Paraná es un distrito paraguayo ubicado en el departamento de Itapúa. Dista 360 km de Asunción por la Ruta PY01, y 85 km de la ciudad de Encarnación por la misma ruta y por la Ruta PY08.

## Historia
San Pedro del Paraná se fundó el 29 de junio de 1789 con la presencia del entonces gobernador realista Joaquín Alós y Bru y el cacique Bobí, quien dominaba esta zona. Él facilitó víveres y productos de la tierra, mientras se consolidaban las nuevas chacras de las familias que vinieron a poblar el lugar.
De los tiempos iniciales quedan testimonios. Y quizás restos de alguna edificación. En el sector céntrico, alrededor de la plaza Epifanio Méndez Fleitas, se pueden ver interesantes ejemplos de la arquitectura paraguaya de antaño: casas con paredes de adobe, techos de tacuarillas y palmas, aberturas con sistema de alcayatas.
Obras que conservan los lineamientos coloniales con los típicos corredores sostenidos por pilares de madera. Y también aparecen los palacetes de fachadas que recuerdan la presencia de los inmigrantes italianos en el lugar, las cuales subsisten gracias a que los propietarios cuidan de este patrimonio.
Este distrito es prolífico en sitios históricos. Una compañía sampedrana se denomina Campamento Cué. Cuentan los memoriosos que en el lugar habían acampado las residentas en tiempos de la Guerra de la Triple Alianza (1865-1870); cuando venían huyendo de la persecución de los soldados brasileños.
Otra versión relata que ahí se instalaron las fuerzas del abogado argentino Manuel Belgrano, en su avance con su ejército hacia la ciudad de Asunción, en el año 1811. Ambas leyendas atestiguan la nobleza, la hospitalidad y la mansedumbre de los lugareños.
La isla Yobaí es el lugar donde tuvo albergue el general oriental José Gervasio Artigas. En 1940, el entonces cura párroco Armando di Perna, de nacionalidad uruguaya, recogió trofeos y efectos personales del patriota oriental que los sencillos campesinos habían conservado con admiración. En la compañía Noviretá (antes era Bobiretá, en homenaje al cacique Bobí) se ubica la vieja estación del ferrocarril.

## Geografía
El distrito de San Pedro del Paraná se encuentra situado en el sector norte del departamento de Itapúa. Tiene llanuras y colinas aptas para la agricultura y la ganadería. En este distrito se encuentra una de las elevaciones más pronunciadas del Paraguay, el Cerro San Rafael (de 165 metros sobre el nivel del mar).
La cordillera de San Rafael, donde está ubicada la reserva natural del Parque San Rafael, es el punto más alto de la región y es una de las reservas de biodiversidad más importantes del Paraguay[cita requerida]. Es el lugar de vida de más de 100 especies de aves endémicas en peligro de extinción por la creciente desaparición de los bosques.
El distrito de San Pedro del Paraná tiene una superficie de 1421 km² y una densidad poblacional de 39,43 hab/km². Limita al norte con el Departamento de Caazapá, al sur con Fram y La Paz, al oeste con General Artigas, y al este con Alto Verá y Obligado.
Riegan el distrito de San Pedro del Paraná las aguas del río Tebicuarí y las de los siguientes arroyos: Itá, Tacuarimí, Frazada, Benítez, Poromoco, Tacuatí, Yabebyry y Guairakay. La cuenca del Río Tebicuary y sus cientos de arroyos tributarios y surgentes conforman una de las reservas de agua dulce más importantes de la región.

## Clima
Esta zona es la más fría del país debido a su posición en el extremo austral. Es además una región sin elevaciones que frenen al viento Sur. Por otra parte, mantiene como constante un gran porcentaje de humedad. Su temperatura media no alcanza a 21 °C y las mínimas pueden llegar a –4 °C en las zonas ribereñas del río Paraná. En verano solo excepcionalmente llega a 39 °C. El promedio de lluvias es de 1700 milímetros anuales, siendo octubre el mes más lluvioso.

## Demografía
De acuerdo a los datos provistos por el censo paraguayo de 2022, el distrito cuenta con 22 318 habitantes. Las compañías del distrito son: Caraguatay, San Solano, Potrero Yvaté, Puntaratí, Kurusu Esteban, Pasito, Mburucuyá, San Vicente, San Antonio, San Lorenzo, Mbocayá y Kurupika'y.

## Economía
La población de San Pedro del Paraná se dedica mayoritariamente a la agricultura. Cultiva algodón, sésamo, soja, maíz, mandioca. Entre los profesionales del distrito se cuentan funcionarios públicos, maestros y unos pocos artesanos que trabajan el tejido de ao po'i y otro tipo de bordados.

## Infraestructura

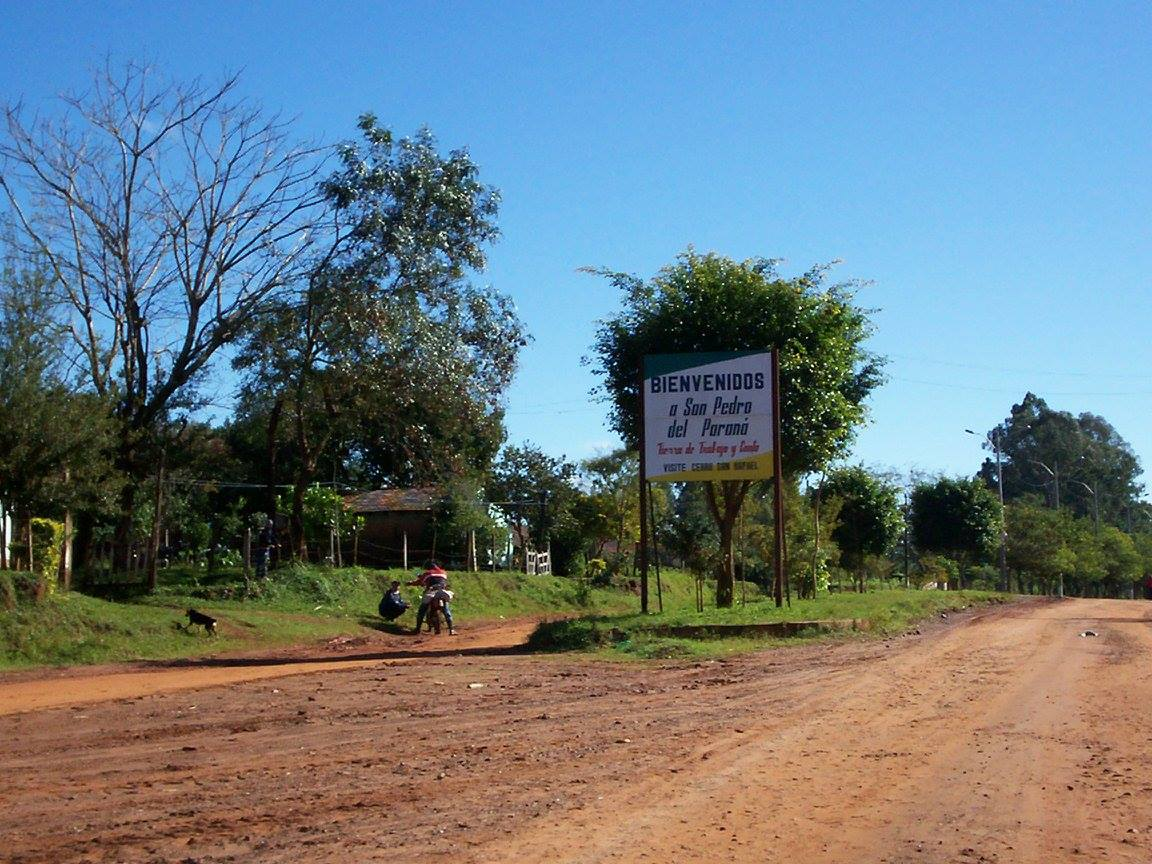
Acceso a San Pedro del Paraná por la Ruta PY08, antes de pavimentarse la misma, en 2010.

La comunicación terrestre más importante es la Ruta PY08, que hoy en día ya se encuentra asfaltada, lo que hace más rápida la comunicación entre Encarnación y San Pedro del Paraná. Este distrito cuenta con 74 compañías y 12 asentamientos con más de 500 km de caminos vecinales.
Las dos calles principales de San Pedro del Paraná: Capitán Nicanor Torales y Capitán Fulgencio Leguizamón, son asfaltadas, al igual que algunas transversales. Los caminos internos se encuentran enripiados y terraplenados, facilitando la intercomunicación de los distritos y el tránsito fluido de personas y cargas.
Se cuenta con modernos ómnibus de transporte para el traslado de los pobladores a la capital del país, a la capital departamental y a otros puntos del país. Funcionan tres emisoras y dos canales de cable: Radio comunitaria Tavañe’e, Radio FM San Pedro Apóstol , Radio Tebicuary FM , Canal 2 S.V.C , Canal 5 Tebicuary Fm.

## Cultura
La iglesia de San Pedro Apóstol es sitio de culto del patrono de la comunidad. El viejo edificio sufrió importantes ampliaciones, conservando paredes, maderamen y una interesante puerta principal.
Se encuentran algunas imágenes sacras talladas con rostros solemnes y reflexivos; éstas quedan como testimonio de fe de los primeros pobladores.
A la vista está la Virgen del Rosario y, en un altar lateral, se ubica un conjunto del Cristo Crucificado con San Juan y la Virgen de los Siete Dolores. Guardados en el interior del templo permanecen el Señor de las Palmas, san Miguel Arcángel, Cristo Yacente, san Pedro y otros santos de origen franciscano, a los cuales, sin embargo, muchos lugareños atribuyen su origen a los talleres de santería de los jesuitas.
Epifanio Méndez Fleitas, político, poeta, cantautor y músico paraguayo, llegó a ocupar cargos públicos de relevancia. Algunas de sus obras musicales fueron, Serenata, Che jazmín y Che mbo’eharépe.

### Educación
Funcionan estas escuelas primarias: Escuela Enrique Solano López (ex Escuela Graduada Completa N°66), Escuela parroquial San Juan Bosco, Escuela Básica San Miguel, Escuela Juan Javier Romero, y muchas otras escuelas en las diferentes compañías. A nivel secundario destacan el Colegio Nacional Capitán Nicanor Torales, el Colegio Técnico Agropecuario San Pedro Apóstol y el Colegio Privado Subvencionado Nuestra Señora de Caacupé.
La Universidad Católica ofrece carreras de Historia, Matemática y Ciencias Contables. También están habilitadas filiales de la Universidad Politécnica y Artística del Paraguay,de la UTCD (Universidad Técnica de Comercialización y Desarrollo); la UNI Universidad Nacional de Itapúa ofrece las carreras de Licenciatura en Cooperativas, Psicología. y Trabajo Social y de la UNAE.

### Deportes
El deporte que predomina en San Pedro del Paraná es el fútbol, el cual cuenta con una liga (Liga Tebicuary de Fútbo), la cual está compuesta por 11 equipos: Club Sportivo San Pedro F.BC, Club Capitán Leguizamón F.B.C, Club Juventud F.B.C, Club 25 de Noviembre F.B.C, Club Sportivo San Solano, Club Deportivo Sol de Mayo, Club Deportivo Fleitas Cue, Club Atlético Curupica'y, Club Deportivo Guazu Ygua, Club Pindoyú FC, y el Club Sportivo Misiones'i.